# Modèles d'écriture scolaire A et B

Spécimen du modèle d’écriture A.

Spécimen du modèle d’écriture B.

Les modèles d’écriture scolaire A et B sont deux styles d’écriture manuscrite cursive que l’Éducation nationale française recommande depuis 2013 pour l’enseignement de l’écriture. Ils remplacent l'écriture ronde anglaise qui était enseignée depuis le XXe siècle. Le modèle A conserve les minuscules de l’écriture anglaise mais simplifie les majuscules en les rapprochant de leur version scripte. Le modèle B reprend tant les majuscules que les minuscules de l’écriture scripte, qu’elle attache pour former une écriture cursive.
Ces modèles ont été conçus par Laurence Bedoin-Collard et Héloïse Tissot, pour le modèle A, et Marion Andrews, pour le modèle B, à la suite d'un concours organisé à partir de 1999 par le ministère de l’Éducation nationale et dont le jury, présidé par Jean François Porchez, réunit des enseignants et divers spécialistes. Les deux modèles sont publiés en 2013 et des polices de caractères sont téléchargeables librement sous licence Creative Commons CC-BY-ND.